# 王壽 (弘治進士)
王壽（1455年—？），字希仁，號碧溪，直隸徽州府婺源縣城北人，民籍，明朝政治人物。

## 生平
成化十九年（1483年）癸卯科應天府鄉試第九十二名舉人。弘治九年（1496年）中式丙辰科會試第八十二名，二甲第八十二名進士。歷官禮部儀制司郎中，在部十余年，正德六年（1511年）出任廣西桂林府知府，以亲老归养。著有《碧溪稿》、《归养录》、《餘慶集》、《全归录》，祀乡贤。

## 家族
曾祖王宗禮；祖父王思義，遇例冠帶；父王俊，母侯氏。子王廷蘭，知長山、新城县，清白孝友，無忝父风。